# Tbilisi Crusaders
Gli Tbilisi Crusaders sono una squadra di football americano di Tbilisi, in Georgia, fondata nel 2013. Hanno vinto un titolo nazionale.

## Dettaglio stagioni

### Amichevoli
| Stagione | Vin | Par | Per | Tot | PF | PS | avversaria                                               |
| -------- | --- | --- | --- | --- | -- | -- | -------------------------------------------------------- |
| 2015     | 1   | 0   | 2   | 3   | 28 | 41 | Tbilisi Grizzlies, Stavropol Stones, Hacettepe Red Deers |
| Totale   | 1   | 0   | 2   | 3   | 28 | 41 |                                                          |

### Campionato
| Stagione | regular season | regular season | regular season | regular season | regular season | regular season | playoff | playoff | playoff | playoff | playoff | playoff   | playoff          |
|          | Vin            | Par            | Per            | Tot            | PF             | PS             | Vin     | Per     | Tot     | PF      | PS      | risultato | avversaria       |
| -------- | -------------- | -------------- | -------------- | -------------- | -------------- | -------------- | ------- | ------- | ------- | ------- | ------- | --------- | ---------------- |
| 2017     | 4              | 0              | 2              | 6              | 133            | 55             | 1       | 0       | 1       | 18      | 12      | Campioni  | Rustavi Steelers |
| 2018     | 2+?            | 0+?            | 2+?            | 4+?            | 90+?           | 67+?           | 0       | 1       | 1       | 18      | 24      | Finale    | Rustavi Steelers |
| 2019     | 4              | 0              | 0              | 4              | 105            | 47             | 1       | 1       | 2       | 47      | 20      | Finale    | Rustavi Steelers |
| 2020     | 3              | 0              | 3              | 6              | 99             | 96             | 0       | 1       | 1       | 6       | 12      | Finale    | Rustavi Steelers |
| Totale   | 13+?           | 0+?            | 7+?            | 20+?           | 427+?          | 265+?          | 2       | 3       | 5       | 89      | 68      |           |                  |

Fonti: Enciclopedia del Football - A cura di Roberto Mezzetti

### Riepilogo fasi finali disputate
| Anno             | Luogo   | Evento                                     | Fase del torneo | Incontro                             | Risultato |
| 1º ottobre 2017  | Rustavi | Campionato georgiano di football americano | Finale          | Tbilisi Crusaders - Rustavi Steelers | 18 - 12   |
| 4 novembre 2018  | Rustavi | Campionato georgiano di football americano | Finale          | Tbilisi Crusaders - Rustavi Steelers | 18 - 24   |
| 22 dicembre 2019 | Tbilisi | Campionato georgiano di football americano | Finale          | Tbilisi Crusaders - Rustavi Steelers | 10 - 12   |
| 5 dicembre 2020  | Tbilisi | Campionato georgiano di football americano | Finale          | Tbilisi Crusaders - Rustavi Steelers | 6 - 12    |

## Palmarès
- 1 Campionato georgiano di football americano (2017)